# Cladonia acervata
Cladonia acervata är en lavart som beskrevs av S. Hammer. Cladonia acervata ingår i släktet Cladonia och familjen Cladoniaceae.   Inga underarter finns listade i Catalogue of Life.